# Vuelta de Jorco
Vuelta de Jorco es un distrito del cantón de Aserrí, en la provincia de San José, de Costa Rica.

## Toponimia
El nombre del distrito proviene del río Jorco, un río que atraviesa el distrito y es un vocablo de origen huetar que designa un árbol (Rheedia edulis).

## Ubicación
Se ubica en el norte del cantón y limita al norte con el distrito de Tarbaca, al oeste con el cantón de Acosta, al sureste con el distrito de Monterrey y al este con el distrito de San Gabriel.

## Geografía
Vuelta de Jorco cuenta con un área de 22,05 km² y una altitud media de 1120 m s. n. m.
En sus inicios como uno de los distritos originales del cantón presentaba una superficie de 20,87 km². No sería hasta antes del censo del año 1984, cuando tras un ordenamiento territorial pasaría a tener la extensión actual.

## Demografía
Para el año 2022, Vuelta de Jorco cuenta con una población estimada de 7348 habitantes, y para el último censo efectuado, en 2011, Vuelta de Jorco contaba con una población de 6499 habitantes.

## Localidades
- Poblados: Calvario, Ceiba Alta (parte), El Pilar, Jocotal, Legua de Naranjo, Los Mangos, Salitral, Meseta, Minilla, Monte Redondo, Ojo de Agua, Rosalía, San Rafael, Santa Marta, Uruca, Vuelta de Jorco (centro).

## Transporte

### Carreteras
Al distrito lo atraviesan las siguientes rutas nacionales de carretera:
- Ruta nacional 209

## Concejo de distrito
El concejo de distrito de Vuelta de Jorco vigila la actividad municipal y colabora con los respectivos distritos de su cantón. También está llamado a canalizar las necesidades y los intereses del distrito, por medio de la presentación de proyectos específicos ante el Concejo Municipal. El presidente del concejo del distrito es el síndico propietario del partido Liberación Nacional, José Valdemar Valverde Barboza.
El concejo del distrito se integra por:
| #                       | Partido                     | Nombre                         |
| Síndico propietario     | Síndico propietario         | Síndico propietario            |
| ----------------------- | --------------------------- | ------------------------------ |
| 1                       | Partido Liberación Nacional | José Valdemar Valverde Barboza |
| Síndico suplente        |                             |                                |
| 2                       | Partido Liberación Nacional | Vilma María Fallas Abarca      |
| Concejales propietarios |                             |                                |
| 3                       | Partido Liberación Nacional | Olger Antonio Segura Naranjo   |
| 4                       | Partido Liberación Nacional | María Isabel Monge Díaz        |
| 5                       | Partido Acción Ciudadana    | Ronald Gerardo Durán Castro    |
| 6                       | Partido Acción Ciudadana    | Lilliam Hidalgo Monge          |
| Concejales suplentes    |                             |                                |
| 7                       | Partido Liberación Nacional | Xinia María Valverde Fernández |
| 8                       | Partido Liberación Nacional | Carlos Gerardo Segura Mora     |
| 9                       | Partido Acción Ciudadana    | Saray Jiménez Prado            |
| 10                      | Partido Acción Ciudadana    | José Pablo Navarro Marín       |